# Хоринек, Фердинанд
Фердинанд Хоринек (болг. Фердинанд Хоринек; чеш. Ferdinand Horinek, 1896, София — 17 января 1982, там же) — болгарский шахматист чешского происхождения.
Семья богатых промышленников Хоринеков переселилась в Болгарию вскоре после окончания Русско-турецкой войны 1877—1878 гг. Отец шахматиста Антон Хоринек вместе с Димитром Беровым основал в 1906 г. ткацкую фабрику «Беров и Хоринек».
Фердинанд Хоринек получил высшее образование в Аахене. Окончил Рейнско-Вестфальский технический университет по специальности инженер-текстильщик.
В 1928 г. Хоринек стал председателем Болгарского шахматного союза. Вскоре эта организация была распущена. В 1931 г. Хоринек стал председателем вновь образованного Болгарского шахматного союза, предшественника Болгарской федерации шахмат.
В 1936 г. входил в состав сборной Болгарии на неофициальной шахматной олимпиаде в Мюнхене. Был заявлен вторым запасным, но не сыграл ни одной партии.

## Книги
- Ръководство по шахматната игра, изд. 1923 г. — первая болгарская шахматная книга.
- Къси шахматни партии и задачи.